# 小水玉簪
小水玉簪（学名：Gymnosiphon aphyllus）为水玉簪科小水玉簪属下的一个种。